# Andreas Wittrahm
Andreas Wittrahm (* 1958) ist ein deutscher Psychologe und römisch-katholischer Theologe.

## Leben

### Ausbildung
Andreas Wittrahm studierte von 1978 bis 1987 an der Rheinischen Friedrich-Wilhelms-Universität Bonn Psychologie und katholische Theologie und schloss in beiden Fächern mit dem Diplom ab. Berufsbegleitend promovierte er 2000 im Fach Katholische Theologie bei Walter Fürst mit einer pastoralpsychologischen Arbeit über „Seelsorge, Pastoralpsychologie und Postmoderne“.

### Berufliche Tätigkeiten
Von 1988 bis 2002 leitete Andreas Wittrahm das Referat „Kirchliche Altenarbeit“ des Bistums Aachen, anschließend bis 2005 das Katholische Forum für Erwachsenen- und Familienbildung in Krefeld. Von 2005 bis 2008 war er als Geschäftsführer der Caritas-Akademie Hohenlind in Köln-Lindenthal tätig. Seit August 2008 ist er Leiter des Bereichs „Facharbeit und Sozialpolitik“ im Caritasverband für das Bistum Aachen.
Daneben nahm er Lehraufträge für Gerontologie an der Universität Kassel, für Pastoralpsychologie an den kirchlichen Hochschulen Paderborn und St. Augustin sowie für angewandte Ethik an der katholischen Hochschule Freiburg im Breisgau wahr. Seit 1989 ist er Lehrbeauftragter für Psychologie an der Katholischen Hochschule Nordrhein-Westfalen, Abteilung Köln, zunächst im Fachbereich Sozialwesen, seit 1996 im Fachbereich Gesundheitswesen. Seit Dezember 2011 lehrt er an dieser Hochschule als Honorarprofessor für Psychologie.
Wittrahm ist Mitglied in der Deutschen Gesellschaft für Gerontologie und Geriatrie, von 1990 bis 2014 war er Mitglied im Ausschuss für Ethische Angelegenheiten und Beschwerden der Gesellschaft für Personzentrierte Psychotherapie und Beratung.

## Arbeitsschwerpunkte und Projekte
- Religiöse Entwicklung in der Zweiten Lebenshälfte (1999 bis 2002 in Kooperation mit der Universität Bonn)
- „PAKT“ – Präventives Alltagskompetenztraining für Seniorinnen und Senioren – Praxisforschungsprojekt, gemeinsam mit dem Deutschen Institut für angewandte Pflegeforschung (DIP) im Kontext von Alternsprävention und Präventivem Hausbesuch. (2016 bis 2019)
- Ethische und pastoralpsychologische Kompetenzerweiterungen in den Sozial-, Gesundheits-, Lehr- und Seelsorgeberufen (u. a. in Kooperation mit dem Institut für Mentalhygiene der Semmelweis-Universität, Budapest)
- Qualifizierung zur Sterbebegleitung / palliativen und hospizlichen Versorgung in der Altenhilfe.

## Veröffentlichungen
- Mit Reinhard Schmitz-Scherzer und Sabine Kühnert: Sterbebeistand/Sterbebegleitung. (= KDA-Forum 2) Köln 1984.
- Orientierungen zur ganzheitlichen Altenpflege. Anthroplogie – Ethik – Religion. Dümmler Verlag, Bonn, 1988 (5. Aufl. 1994).
- Altenpastoral. Patmos Verlag, Düsseldorf 1991 (Herausgegeben von der Hauptabteilung Gemeindearbeit im Bischöflichen Generalvikariat Aachen, erarbeitet von Andreas Wittrahm).
- Ein Leben lang im Aufbruch. Biblische Einsichten über das Älterwerden. Herder Verlag, Freiburg  1991.
- Mit Bernhard Kraus: „Meine Hoffnung von Jugend auf“. Werkbuch Seniorengottesdienste. Herder Verlag, Freiburg 1993.
- Hrsg. mit Hermann-Josef Beckers: Wertwandel, Wandel der Lebensformen und Pastoral. Kühlen Verlag, Mönchengladbach 1993.
- Mit Sylvia Kauffeldt und Sabine Kühnert: Psychologische Grundlagen der Altenarbeit. Gerontologische Grundlagen. Handlungskompetenzen. Aktuelle Spannungsfelder. Dümmler Verlag, Bonn 1994.
- Älter werden und Lebensgestaltung. Ein Fernkurs. Studieneinheit Generationen. Evangelische Arbeitsstelle Fernstudium für kirchliche Dienste, Hannover 1995.
- Seelsorge, Pastoralpsychologie und Postmoderne. Eine pastoralpsychologische Grundlegung lebensfördernder Begegnungen angesichts radikaler postmoderner Pluralität. Kohlhammer, Stuttgart 2001 (= Dissertation).
- Mit Walter Fürst, Ulrich Feeser-Lichterfeld,  Tobias Kläden: Auch die Senioren sind nicht mehr die alten. Praktisch-theologische Beiträge zu einer Kultur des Alterns. LIT Verlag, Münster 2003.
- Mit Sabine Kühnert: Psychologie in der Altenpflege. Bildungsverlag EINS, Troisdorf 2006.
- Hrsg. mit Martina Blasberg-Kuhnke: Altern in Freiheit und Würde. Handbuch Christliche Altenarbeit. Kösel Verlag, München 2007.
- Die Eltern pflegen. Vier Türme Verlag, Münsterschwarzach 2007.
- Mit Frank Weidner: PAKT: Kompetenzerhalt und soziale Teilhabe im hohen Alter durch PAKT – Präventives Alltags-Kompetenz-Training. Lambertus Verlag, Freiburg März 2020.